# Karbonylsulfid
Karbonylsulfid eller koloxisulfid, COS, är en illaluktande gas vid rumstemperatur. Det är den vanligaste naturliga svavelföreningen i atmosfären (0,5 ppb) och förekommer i gaser från vulkanutbrott.

## Användningsområden
Karbonylsulfid används som ett intermediat i tillverkningen av tiokarbamatherbicider. Karbonylsulfid är en möjlig alternativ fumigant till metylbromid och fosfin. I vissa fall resulterar dock spår av ämnet på växtdelar i smaker som är oacceptabla för konsumenter. Ett exempel är korn som används till bryggning.

## Tillverkning
Ämnet beskrevs först år 1841, men blev felkaraktäriserad som en blandning av koldioxid och vätesulfid. Carl von Than karaktäriserade först substansen år 1867. Ämnet bildas när kolmonoxid reagerar med svavel. Denna reaktion reverseras vid temperaturer över 1200 K. En laboratorisk syntes omvandlar kaliumtiocyanat, svavelsyra och vatten enligt nedanstående reaktionsformel. Den resulterande gasen innehåller avsevärda mängder av biprodukter och behöver renas.
KSCN + 2 H2SO4 + H2O → KHSO4 + NH4HSO4 + COS